# Gold Mountain
Gold Mountain es un lugar designado por el censo ubicado en el condado de Plumas en el estado estadounidense de California. En el año 2010 tenía una población de 80 habitantes.

## Geografía
Gold Mountain se encuentra ubicado en las coordenadas 39°45′41″N 120°31′8″O / 39.76139, -120.51889.